# Renata Brás
Renata Brás, é atriz, bailarina, cantora, dubladora, apresentadora e diretora de movimento brasileira. Ganhou o Prêmio Bibi Ferreira de melhor atriz coadjuvante de teatro na peça "Brilho Eterno" juntamente com Reynaldo Gianecchini e Tainá Müller.

## Biografia
Integrou o grupo juvenil A Patotinha no início da década de 90, e estudou Artes Cênicas nas escolas Macunaíma e Célia Helena. 
Seu primeiro trabalho como atriz foi em 1993 no musical Splish Splash, com direção de Wolf Maya. No teatro trabalhou em “Comédia da Vida Privada”, “Divórcio”, “O Clã das Divorciadas” e, em grandes musicais como: “Chicago”, “Hairspray”, “Cabaret”, “In The Heights” e, em “Hebe – o musical”, interpretando Nair Bello.
Na televisão, integrou a linha de shows do SBT como bailarina por 10 anos, nos programas Viva a Noite, Domingo Legal, Sabadão Sertanejo e Hot Hot Hot, trabalhando ao lado de Silvio Santos e Gugu Liberato. Estreou como atriz no seriado Meu Cunhado ao lado de Moacyr Franco e Ronald Golias, e fez as novelas Carrossel e Carinha de Anjo no SBT, e o seriado Brasil a Bordo de Miguel Falabella, na Rede Globo interpretando a personagem Cleonice junto com Miguel Falabella.
No cinema esteve em De Perto Ela Não é Normal com Suzana Pires, Os Parças 2 com Winderson Nunes, Tom Cavalcante e Tirullipa, 10 Horas para o Natal, e Meu Cunhado é um Vampiro, da Netflix, com Leandro Hassum.
Em 2022, recebeu o Prêmio Bibi Ferreira de Melhor Atriz Coadjuvante em Peça de Teatro por seu trabalho em “Brilho Eterno” (direção de Jorge Farjalla) ao lado de Reynaldo Gianecchini e Tainá Müller.
Em 2023 esteve em cartaz como protagonista na peça Tô Louca, Mas Não Tô Sozinha de Ester Muller no Teatro Itália Bandeirantes com direção de Jarbas Homem de Mello onde sua personagem "Delicia", uma retirante nordestina que vem tentar a vida em São Paulo.
Fez parte na TV com seu quadro “A Ciumenta”, no humorístico “A Praça É Nossa” do SBT, além de produzir, escrever e atuar em seu primeiro monólogo “A Ciumenta” levando a mesma personagem da TV para o Teatro.
Atualmente esta em cartaz nos cinemas de todo o Brasil com o personagem MC MONE no filme "UMA ADVOGADA BRILHANTE" ao lado de Leandro Hassum com direção de Ale McHaddo. Está também em turnê pelo Brasil com seu monólogo “A Ciumenta” sendo a próxima parada em São Paulo e Rio de Janeiro no teatro da Gávea.

## Televisão
| Ano       | Titulo            | Personagem          | Emissora |
| --------- | ----------------- | ------------------- | -------- |
| 2002      | Meu Cunhado       | Secretária Leci     | SBT      |
| 2012      | Carrossel         | Olga                | SBT      |
| 2016      | Carinha de Anjo   | Irmã Bene           | SBT      |
| 2017      | Brasil a Bordo    | Cleonice            | Globo    |
| 2019-2024 | A Praça É Nossa   | A ciumenta - Renata | SBT      |
| 2025      | Caverna Encantada | Úrsula              | SBT      |

## Cinema
| Ano  | Titulo                    |
| ---- | ------------------------- |
| 2018 | Os Parças 2               |
| 2019 | 10 Horas para o Natal     |
| 2020 | De Perto Ela Não É Normal |
| 2022 | Meu Cunhado É um Vampiro  |
| 2024 | A Caipora                 |
| 2025 | Uma advogada Brilhante    |

## Teatro
| Ano  | Título                       | Personagem                  |
| ---- | ---------------------------- | --------------------------- |
| 1994 | Coisas da Vida               | Freira                      |
| 1995 | Comédias da Vida Privada     | Empregada                   |
| 1995 | Boca de Ouro                 | Celeste                     |
| 2010 | Sombras                      | Rosário                     |
| 2011 | O Clã das Divorciadas        | Lulu de Salacru             |
| 2013 | Divórcio                     | Brunna Praddo               |
| 2016 | Se meu Gabinete Falasse      | Secretária Ana Maria        |
| 2017 | Amor Humor o Resto é Bobagem | Laura Leslie                |
| 2018 | Mequetrefe Sorrateiro        | Mâe                         |
| 2022 | Brilho Eterno                | Valquíria Dog Walker, Velha |
| 2022 | A Ciumenta - Monólogo        | Renata                      |
| 2022 | Tô louca, mas não tô sozinha | Delicia                     |
| 2023 | Tô louca, mas não tô sozinha | Delicia                     |
| 2024 | Tô louca, mas não tô sozinha | Delicia                     |
| 2024 | A Ciumenta - Monólogo        | Renata                      |
| 2025 | A Ciumenta - Monólogo        | Renata                      |
| 2025 | Brilho Eterno                | Valquíria Dog Walker, Velha |

## Musicais
| Ano  | Título                       | Personagem                   |
| ---- | ---------------------------- | ---------------------------- |
| 1993 | Splish Splash                | Dayse (fofoqueira)           |
| 1997 | Miausical                    | Felicia                      |
| 2003 | Grease                       | Cha-Cha                      |
| 2004 | Chicago                      | Mona e cover de Velma Kelly  |
| 2005 | 100 Aanos de Magia Disney    | Princesa Jasmim e Pocahontas |
| 2009 | Hairspray                    | Tammy e cover de Amber       |
| 2010 | Hairspray                    | Tammy e cover de Amber       |
| 2011 | Cabaret                      | Lulu/Frenchie                |
| 2012 | Cabaret                      | Lulu/Frenchie                |
| 2015 | Memória de um Gigolô         | Ursula e cover Bianca        |
| 2014 | In the Heights / Nas Alturas | Daniela                      |
| 2018 | Hebe – O Musical             | Nair Bello                   |